# توپکانلو
توپکانلو یک روستا در ایران است که در دهستان تکمران واقع شده‌است.کد خدای این روستای کوچک طاها طالبی توپکانلو نام دارد.  توپکانلو ۵۹۹ نفر جمعیت دارد.تهیه کننده نیما صفری گوزی